# Jane Eyre (film fra 1943)
 For alternative betydninger, se Jane Eyre (flertydig). (Se også artikler, som begynder med Jane Eyre)
Jane Eyre er en amerikansk dramafilm fra 1943. Filmen er instrueret af Robert Stevenson, og har Joan Fontaine og Orson Welles i hovedrollerne. Filmen er baseret på bogen med samme navn fra 1847 af Charlotte Brontë

## Medvirkende
- Orson Welles som Edward Rochester
- Joan Fontaine som Jane Eyre
- Margaret O'Brien som Adele Varens
- Peggy Ann Garner som Jane Eyre som barn
- John Sutton som Doktor Rivers
- Sara Allgood som Bessie
- Henry Daniell som Henry Brocklehurst
- Agnes Moorehead som Mrs. Reed
- Aubrey Mather som Oberst Dent
- Edith Barrett som Mrs. Alice Fairfax
- Barbara Everest som Lady Ingram
- Hillary Brooke som Blanche Ingram
- Elizabeth Taylor som Helen Burns (ukrediteret)